# Heaven (canção de Troye Sivan)
"Heaven" (estilizado como HEAVEN) é uma música do cantor e compositor australiano Troye Sivan com participação de Betty Who. A música foi lançada como o quinto single de seu álbum de estréia, Blue Neighbourhood (2015). Foi escrito por Sivan, Alex Hope, Jack Antonoff e Claire Boucher . 
O vídeo oficial da música foi lançado em 19 de janeiro de 2017.

## Desenvolvimento
A música detalha a luta de Sivan em se tornar gay. Ele explica: “Quando comecei a perceber que poderia ser gay, tive que me fazer todas essas perguntas -  realmente assustadoras. Eu vou encontrar alguém? Será que eu vou poder ter uma família? Se existe um Deus, esse Deus me odeia? Se houver um paraíso, eu irei para o céu? ”  Ele se refere à faixa como "a música mais importante" que ele já fez.  
Em entrevista à revista Vulture, Sivan disse; “Cheguei ao ponto em que queria me aprofundar em algo um pouco mais específico sobre minha experiência como homem gay. Entrei no estúdio e tive que revisitar algumas lembranças bastante desconfortáveis e às vezes dolorosas de como era ter 15 anos e no armário. Comecei a escrever essa música chamada "Heaven" sobre essa experiência.” Sivan acrescentou que se inspirou no documentário How to Survive a Plague . 

## Vídeo musical
O videoclipe de "Heaven" foi dirigido por Luke Gilford e lançado em 19 de janeiro de 2017.  Segundo um representante, Sivan iria lançar o vídeo em 20 de janeiro, para coincidir com a posse de Donald Trump. No entanto, o lançamento avançou um dia devido a uma resposta esmagadora dos fãs aos teasers do clipe. 
O clipe em preto e branco mostra Sivan sendo abraçado por um homem cujo rosto não é mostrado, embora mais tarde tenha sido provado que era o namorado do cantor, Jacob Bixenman,  onde os dois estão numa chuva, o vídeo ressalta a homenagem aos movimentos LGBTQ e realizações que vieram antes dele.  O clipe mostra o líder dos direitos gays assassinado Harvey Milk, ao lado de imagens de paradas do Orgulho e casamentos entre pessoas do mesmo sexo. 
A mensagem de Sivan que acompanhava o clipe era lida; “Sempre estivemos aqui. Nós sempre estaremos aqui. Este vídeo é dedicado a todos que vieram antes de mim e lutaram por nossa causa e àqueles que agora continuam a luta. Nos tempos escuros e claros, vamos amar para sempre." 

### Recepção
Jenna Romaine, da Billboard, chamou o vídeo de "poderoso" e "impressionante".  David Renshaw, do The Fader, chamou o vídeo de "movimento". 

## Performances ao vivo
Sivan tocou "Heaven" no The Ellen DeGeneres Show em 18 de outubro de 2016. 
Ele também cantou "Heaven" como parte de seu set no We the Fest 2019, em Jacarta, em 19 de julho de 2019. Durante essa música, uma bandeira do orgulho ilumina o fundo.